# Trauffer

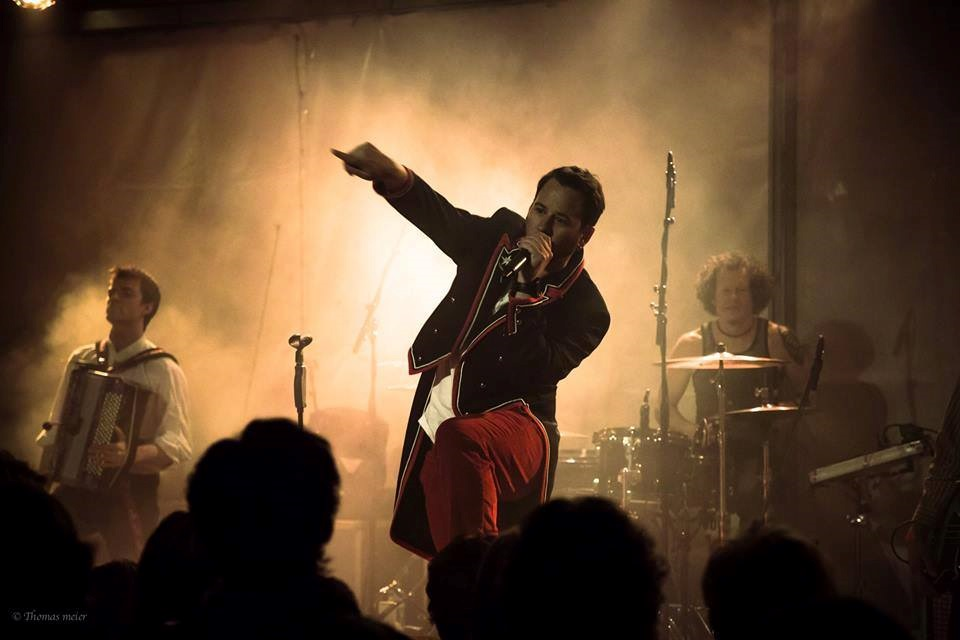
Marc Trauffer mit seiner Band bei einem Auftritt 2014

Trauffer, eigentlich Marc A. Trauffer (* 4. Juni 1979 in Brienz), ist ein Schweizer Mundart-Popsänger und Unternehmer aus dem Berner Oberland. Er bezeichnet sich selbst auch als Alpentainer.

## Biografie
Bekannt wurde Trauffer als Sänger der Brienzer Band Airbäg, die zwischen 1997 und 2005 vier Chartalben produzierte. Danach wurde die Band aufgelöst und auch privat erlitt Trauffer einen Rückschlag durch das Scheitern seiner Ehe.  2008 startete Trauffer seine Solokarriere mit seinem Debütalbum Pallanza. Benannt ist es nach dem Ort Pallanza am Lago Maggiore im italienischen Piemont, wohin er sich während seiner Krise zurückgezogen hatte.
Mit den Nachfolger-Alben Dr Heimat z’lieb (2010) und Fischer & Jäger (2013) konnte er an die früheren Banderfolge anknüpfen. Das Album Fischer&Jäger erreichte Goldstatus. 2014 folgte Alpentainer, das mit Platin ausgezeichnet wurde. 2016 erschien das Album Heiterefahne, das mit Doppel-Platin ausgezeichnet wurde.
2011 kaufte Marc A. Trauffer die Holzspielwarenfabrik (Trauffer Holzspielwaren) seinem Vater und seinem Onkel ab, die er bereits seit 2008 als Geschäftsführer leitete. Gleichzeitig engagierte er sich bis Mitte 2014 im Gemeinderat seiner Heimatgemeinde Hofstetten bei Brienz und bis Anfang 2015 als Vizepräsident des Freilichtmuseums Ballenberg.
Trauffer ist in zweiter Ehe verheiratet; mit seiner ersten Ehefrau hat er eine Tochter und einen Sohn.
Im Juni 2022 eröffnete er mit seiner Frau in Hofstetten bei Brienz neben der Holzspielwarenmanufaktur die Trauffer Erlebniswelt mit Bretterhotel und Restaurant.

## Diskografie

### Studioalben
| Jahr | Titel                       | Höchstplatzierung, Gesamtwochen, AuszeichnungChartsChartplatzierungen (Jahr, Titel, Platzierungen, Wochen, Auszeichnungen, Anmerkungen) | Anmerkungen                                                       |
| Jahr | Titel                       | CH | Anmerkungen                                                       |
| ---- | --------------------------- | --- | ----------------------------------------------------------------- |
| 2008 | Pallanza                    | CH2 (16 Wo.)CH | Erstveröffentlichung: 25. Juli 2008                               |
| 2010 | Dr Heimat z’lieb            | CH35 (9 Wo.)CH | Erstveröffentlichung: 19. März 2010                               |
| 2013 | Fischer & Jäger             | CH9 Gold · (51 Wo.)CH | Erstveröffentlichung: 25. Januar 2013 Verkäufe: + 10.000          |
| 2014 | Alpentainer                 | CH1 Platin · (176 Wo.)CH | Erstveröffentlichung: 31. Januar 2014 Verkäufe: + 20.000          |
| 2016 | Heiterefahne                | CH1 ×2Doppelplatin · (156 Wo.)CH | Erstveröffentlichung: 22. Januar 2016 Verkäufe: + 40.000          |
| 2018 | Schnupf, Schnaps + Edelwyss | CH1 ×3Dreifachplatin · (85 Wo.)CH | Erstveröffentlichung: 26. Januar 2018 Verkäufe: + 60.000          |
| 2019 | Büetzer Buebe               | CH1 Platin · (73 Wo.)CH | Erstveröffentlichung: 9. August 2019 Verkäufe: + 20.000; mit Gölä |
| 2021 | Handwärch                   | CH1 (35 Wo.)CH | Erstveröffentlichung: 22. Oktober 2021 mit Gölä                   |
| 2022 | Glöggelä                    | CH1 Gold · (36 Wo.)CH | Erstveröffentlichung: 28. Oktober 2022                            |

### Livealben
| Jahr | Titel                   | Höchstplatzierung, Gesamtwochen, AuszeichnungChartsChartplatzierungen (Jahr, Titel, Platzierungen, Wochen, Auszeichnungen, Anmerkungen) | Anmerkungen                                      |
| Jahr | Titel                   | CH | Anmerkungen                                      |
| ---- | ----------------------- | --- | ------------------------------------------------ |
| 2022 | Live im Letzigrund 2022 | CH1 (10 Wo.)CH | Erstveröffentlichung: 9. September 2022 mit Gölä |

### Singles
| Jahr | Titel Album                               | Höchstplatzierung, Gesamtwochen, AuszeichnungChartsChartplatzierungen (Jahr, Titel, Album, Platzierungen, Wochen, Auszeichnungen, Anmerkungen) | Anmerkungen                                                   |
| Jahr | Titel Album                               | CH | Anmerkungen                                                   |
| --- | ----------------------------------------- | --- | ------------------------------------------------------------- |
| 2014 | Brienzer Buurli Alpentainer               | CH53 (1 Wo.)CH | Erstveröffentlichung: 10. Januar 2014                         |
| 2014 | Müeh mit de Chüeh Alpentainer             | CH71 (1 Wo.)CH | Erstveröffentlichung: 25. April 2014                          |
| 2015 | Sennesinger Heiterefahne                  | CH75 (1 Wo.)CH | Erstveröffentlichung: 27. November 2015                       |
| 2016 | Heiterefahne                              | CH57 (3 Wo.)CH | Erstveröffentlichung: 5. Februar 2016                         |
| 2017 | Geissepeter Schnupf, Schnaps + Edelwyss   | CH8 Platin · (8 Wo.)CH | Erstveröffentlichung: 24. November 2017 Verkäufe: + 20.000    |
| 2017 | Alpzyt Schnupf, Schnaps + Edelwyss        | CH45 (2 Wo.)CH | Erstveröffentlichung: 29. Dezember 2017                       |
| 2019 | Büetzer Buebe                             | CH15 (2 Wo.)CH | Erstveröffentlichung: 30. April 2019 mit Gölä                 |
| 2019 | Maa gäge Maa Büetzer Buebe                | CH24 (5 Wo.)CH | Erstveröffentlichung: 24. Juli 2019 mit Gölä                  |
| 2019 | Oh Wiehnachtszyt –                        | CH19 (2 Wo.)CH | Erstveröffentlichung: 29. November 2019 mit Gölä              |
| 2019 | Ma chérie –                               | CH7 Gold · (5 Wo.)CH | Erstveröffentlichung: 31. Dezember 2019 mit DJ Antoine & Gölä |
| 2022 | Glöggelä –                                | CH74 (1 Wo.)CH | Erstveröffentlichung: 9. September 2022                       |
| 2025 | Traktor –                                 | CH98 (1 Wo.)CH | Erstveröffentlichung: 14. Februar 2025                        |
| 2025 | Änglischi Brüüni –                        | CH19 (… Wo.)CH | Erstveröffentlichung: 25. Juli 2025                           |
| Folgende Lieder erschienen nicht als Single, wurden aber durch das Album zum Download und Streaming bereitgestellt und konnten somit eine Platzierung erlangen: |                                           | |                                                               |
| |                                           | |                                                               |
| 2018 | Schnupf, Schnaps + Edelwyss               | CH58 (2 Wo.)CH | Charteinstieg: 28. Januar 2018                                |
| 2018 | Schärischnitt Schnupf, Schnaps + Edelwyss | CH59 (2 Wo.)CH | Charteinstieg: 28. Januar 2018                                |

Weitere Singles
- 2008: Es Lächle e Kuss
- 2010: Halbsoviel
- 2010: I wott wider hei (Oberland)
- 2010: Für di
- 2013: Nid mii Typ

## Auszeichnungen für Musikverkäufe
Anmerkung: Auszeichnungen in Ländern aus den Charttabellen bzw. Chartboxen sind in ebendiesen zu finden.
| Land/RegionAuszeichnungen für Musikverkäufe (Land/Region, Auszeichnungen, Verkäufe, Quellen) | Gold     | Platin     | Verkäufe | Quellen      |
| -------------------------------------------------------------------------------------------- | -------- | ---------- | -------- | ------------ |
| Schweiz (IFPI)                                                                               | 3× Gold3 | 8× Platin8 | 190.000  | hitparade.ch |
| Insgesamt                                                                                    | 3× Gold3 | 8× Platin8 |          |              |

## Auszeichnungen und Nominierungen

### Auszeichnungen
- 2016: Prix Walo – Kategorie: Pop/Rock[12]
- 2016: Award für 75'000 verkaufte Konzerttickets[13]
- 2017: Swiss Music Awards – Kategorie: Best Male Solo Act
- 2017: Swiss Music Awards – Kategorie: Best Album (für Heiterefahne)
- 2023: Swiss Music Awards – Kategorie: Best Live Act (Büetzer Buebe)

### Nominierungen
- 2015: Swiss Music Awards – Kategorie: Best Male Solo Act
- 2015: Swiss Music Awards – Kategorie: Best Album (für Alpentainer)
- 2019: Swiss Music Awards – Kategorie: Best Album (für Schnupf, Schnaps + Edelwyss)
- 2020: Swiss Music Awards – Kategorie: Best Group (für Gölä & Trauffer)
- 2020: Swiss Music Awards – Kategorie: Best Album (für Büetzer Buebe von Gölä & Trauffer)
- 2022: Swiss Music Awards – Kategorie: Best Album (für Handwärch von Göla & Trauffer)
- 2022: Swiss Music Awards – Kategorie: Best Group (für Göla & Trauffer)
- 2023: Swiss Music Awards – Kategorie: Best Live Act (Büetzer Buebe)
- 2024: Swiss Music Awards – Kategorie: Best Live Act (für Glöggelä)

## Dokumentationen
- «SRF bi de Lüt – Heimatsound»: Trauffers Alpenträume. SRF, 2017.[14]
- Trauffer – zwischen Krise und Triumph, Erstausstrahlung am 3. Mai 2023, 3Plus, Schweiz